# Кандинский, Виктор Хрисанфович
Ви́ктор Хриса́нфович Канди́нский (6 (18) апреля 1849, с. Бянкино, Забайкальская область — 3 (15) июля 1889, Санкт-Петербург) — русский психиатр, один из основоположников российской психиатрии. Впервые описал особый вид патологии психики — псевдогаллюцинации, которые в отличие от истинных галлюцинаций переживаются как субъективные явления, не вызывая у больного ощущения объективной реальности воспринимаемых образов. Кандинский одним из первых в отечественной психиатрии обосновал понятие психопатия, а также впервые описал синдром психического автоматизма (синдром Кандинского — Клерамбо).

## Биография
Родился  в 1849 году в селе Бянкино Забайкальской области (ныне Нерчинский район Забайкальского края) в семье купца первой гильдии и почётного гражданина. Его дед и дед известного художника-абстракциониста Василия Кандинского были родными братьями.
В 1867 году окончил 3-ю московскую гимназию и поступил в Московский университет без экзаменов. Учителями Кандинского были такие выдающиеся учёные, как Бабухин А. И., Захарьин Г. А., Кожевников А. Я. и Богданов А. П.. На 4-м курсе Кандинскому была присуждена серебряная медаль за работу о желтухе.
Окончив в 1872 году медицинский факультет Московского университета, спустя месяц Кандинский утверждается Советом Московского университета в звании уездного врача, а ещё через месяц — в степени лекаря. Поступает на работу вначале в качестве сверхштатного, а затем штатного ординатора во Временную больницу (ныне Городская клиническая больница № 1) в Москве. В этот период активно участвовал в издании журнала «Медицинское обозрение», в котором публиковал свои научные статьи и рецензии. Также в этот период Кандинский участвовал в работе Московского медицинского общества, а в октябре 1875 его избрали его секретарём.
С 1876 по 1877 годы Кандинский находился на военной службе — с сентября 1876 служил во флоте младшим судовым врачом и участвовал в Русско-турецкой войне. Проходил службу в это же время ординатором в Морском госпитале Николаева. С января 1877 переведён в качестве младшего судового врача на пароход «Великий князь Константин». В апреле 1877 года, во время сражения на нём в Батумском рейде с яхтой «Султание», у Виктора Хрисанфовича случился первый психотический эпизод — в депрессивном возбуждении он бросился в воду, чтобы покончить с собой. В мае 1877 в Севастополе Кандинский списан на берег, лечится в Николаевском морском госпитале, а через два месяца отправляется в отделение для психически больных Николаевского военно-сухопутного госпиталя в Санкт-Петербурге. Через год его награждают за участие в русско-турецкой войне светло-бронзовой медалью на георгиевской ленте. Психоз продолжался до апреля 1878 года, с наступлением ремиссии. В сентябре 1878 году Кандинский женился на Елизавете Карловне Фреймут, сестре милосердия, выходившей его после попытки суицида.
В октябре 1878 года вновь попадает в психиатрическую больницу, на это раз в частную больницу А. Я. Фрея на Васильевском острове Санкт-Петербурга (ныне — Городская наркологическая больница). Приказом Морского ведомства комиссован 30 апреля 1879 года. Психоз длился до мая 1879 года.
Поправившись в 1879 году, он возвращается в Москву и публикует научную статью «К учению о галлюцинациях» в журнале «Медицинское обозрение», в которой описывает своё психическое расстройство. Самому себе Кандинский В. Х. поставил два психиатрических диагноза: «первичное помешательство» и «галлюцинаторный первичный бредовый психоз», что соответствует психическому расстройству «идеофрения» его собственной классификации.
На заседании Петербургского общества психиатров 20 марта 1882 года читает доклад «О необходимости изменения нашей официальной классификации душевных болезней», рассказывая о собственно-разработанной классификации психических расстройств.
С 1881 года до конца жизни состоял старшим ординатором Санкт-Петербургской психиатрической больницы св. Николая Чудотворца.
В марте 1883 года снова попадает в Дом призрения душевнобольных цесаревича Александра (ныне — Городская психиатрическая больница № 3 имени И. И. Скворцова-Степанова). Через месяц выписывается.
В 1885 году публикует труды: монографию на 170 страниц на немецком «Клинические и критические изыскания в области чувств. Первое и второе исследование» (нем. Kritische und klinische Betrachtungen im Gebiete der Sinnestäuschungen. Erste und zweite Studie) и статью «Клинические и критические изыскания в области чувств» в «Медицинском обозрении».
В марте 1883 года у Кандинского случается второй приступ болезни, и до апреля этого же года он находился на лечении в Доме призрения для душевнобольных.
В 1886—1887 Кандинский ведёт активную работу в Петербургском обществе психиатров, выступает в качестве делегата съезда, секретаря.
Виктор Хрисанфович Кандинский покончил с собой 3 июля 1889 года путём передозировки опиумом во время одного из психотических приступов. Сабашников М. В. в своих «Воспоминаниях» писал о последнем дне Кандинского следующее:

"Под влиянием позыва к самоубийству, бывавшего у него обычно в переходном периоде к здоровому состоянию, он взял из аптечного шкафа в больнице опий и по возвращении домой принял безусловно смертельную дозу этого яда. Уменье и склонность к научному самонаблюдению не покинули его и в эти минуты. Он взял лист бумаги и стал записывать: «Проглотил столько-то граммов опиума. Читаю „Казаков“ Толстого». Затем уже изменившимся почерком: «читать становится трудно». Его нашли уже без признаков жизни."

После трагической гибели Кандинского его вдова, Елизавета Карловна Фреймут-Кандинская, издала за свой счёт в 1890 году работу «О псевдогаллюцинациях. Критико-клинический этюд», а также его собрание судебно-психиатрических экспертиз «К вопросу о невменяемости» со своим предисловием и примечаниями, после чего, как и муж, покончила жизнь самоубийством.

## Научная деятельность
В 1880 году Кандинский публикует описание собственной болезни — «К учению о галлюцинациях», где дал подробное описание этого психопатологического феномена на основе самонаблюдения и последующего искусственного вызывания, с ретроспективным анализом. Он отмечал, что «…имея несчастье в продолжение двух лет страдать галлюцинаторным помешательством и сохранив после выздоровления способность вызывать известного рода галлюцинации по произволу, я, естественно, мог на себе самом заметить некоторые условия происхождения чувственного бреда». В 1881 году выходит немецкий перевод книги и сразу получает отклик во французской и немецкой литературе, в частности, со стороны французского психиатра Жюля Сегла и немецкого психиатра Генриха Шюле, автора знаменитого учебника, с которым у Кандинского заочно установились дружеские отношения.
В Петербурге Кандинский начал работу над основным трудом своей жизни «О псевдогаллюцинациях». В этом труде он провёл дифференциально-диагностический анализ псевдогаллюцинаций и истинных галлюцинаций, а также других состояний, в том числе гипногогических, конфабуляторных, патологического фантазирования, обманов памяти, сновидно-галлюцинаторных. Он также отграничил псевдогаллюцинации от симптомов отчуждения, которые не относятся к патологии чувственных представлений и ныне, благодаря Гаэтану Гасьяну де Клерамбо, называются психическими автоматизмами,:3. Сочинение «О псевдогаллюцинациях» было представлено Кандинским председателю Санкт-Петербургского Общества психиатров профессору И. П. Мержеевскому на соискании премии им. врача Филиппова («за отличные труды на русском языке, написанные лицами, посвятившими свою научную и общественную деятельность России») в 1885 году и было удостоено этой премии. Эрлицкий А. Ф., Мержеевский И. П. и другие члены комиссии признали достойной монографию Кандинского и сделали предложение печати данного труда за счёт Общества.
Хотя в январе 1886 года было сделано постановление о её публикации на средства Общества, она не была напечатана «за отсутствием средств». Дело ограничилось публикацией только выводов этой монографии в журнале Медицинское обозрение. Однако удалось опубликовать её на немецком языке в Берлине. Учение «О псевдогаллюцинациях» принесло Кандинскому мировую известность:3.
В 1882 году Кандинский, первым в России, предложил классификацию психических заболеваний, которая тогда же была введена в Санкт-Петербургской психиатрической больнице св. Николая Чудотворца, где он работал, в ней он выделил понятие «идеофрении» (соответствует нынешней шизофрении).
Классификация 1882 года:

- Hallucinationes (hallucinationes ebriosae и друг. sine alienationae).
- Melancholia (sine delirio — hypochondriaca — delirica simples — attonita s. katatonica — transitoria — alcoholica).
- Mania (Simplex s. exaltativa — furibunda — transitoria — gravis alcoholica).
- Ideophrenia (hallurinatoria acuta — katatonica — chronica simplex — hallucinatoria chronica — cum delirio depressive — cum delirio mixto (сюда между прочим относится и Ideophrenia alcoholica) — cum delirio initialiter expansivo).
- Paraphrenia (agoraphobia — mysophobia — délire du doute — Grübelsucht).
- Dementia primaria acuta.
- Dementia primaria chronica (senilis — alcoholica — e laesione cerebri organica (syphilitica, traumatica etc.)).
- Paralysis generalis progressiva.
- Psychoepilepsia (paroxysmatica s. transitoria — continua specifica — dementia epileptica).
- Psychohysteria (paroxysmatica — continua — melаncholica — maniaca — ideophrenica).
- Psychosis periodica et psychosis circularis (melancholia periodica — mania periodica — ideophrenia periodica — psychosis circularis).
- Delirium tremens potatorum. — Delirium acutum.
- Dementia (et amentia) secundaria (post melancholiam — post maniam — post ideophreniam).
- Imbecillitas.
- Idiotismus.
- Psychoses constitutionales cum degeneratione (ideophrenia argutans — insanitas moralis — ideophrenia impulsiva).

Предложенная в 1882 году классификация включала 16 психических расстройств: мания, идеофрения, деменция, психоэпилепсия, имбецильность, идиотия и др. Затем, на заседании 5‑го апреля 1886 года комиссия Общества психиатров рассмотрела её и одобрила:3. В 1887 году она была переработана (осталось только 13 психических расстройств) и предложена от имени Общества психиатров на первом съезде в Москве. Вот она:

- Melancholia — меланхолия (мрачное помешательство).
- Mania — мания.
- Paranoia: первичное сумасшествие:
  - acuta — острое первичное сумасшествие.
  - chronica — хроническое первичное сумасшествие.

- Dementia — слабоумие:
  - a) melancholia, mania, paranoia, — вследствие психозов: меланхолии (мрачного помешательства), мании, первичного сумасшествия,
  - b) e laesione cerebri organica, — вследствие органических поражений мозга,
  - c) senilis — старческое слабоумие.

- Paralysis generalis progressiva — общий прогрессивный паралич.
- Psychoses hystericae — истерическое помешательство.
- Psychoses epilepticae — эпилептическое помешательство.
- Psychoses periodicae — периодическое помешательство.
- Delirium tremens — острый бред алкоголиков, или «белая горячка».
- Delirium acutum — острый бред.
- Imbecicillitas — имбецильность.
- Idiotismus et cretinismus — идиотия и кретинизм.
- Особые случаи.

В 1883 году Кандинский подробно обосновал необходимость ввести в законодательство, помимо медицинского, также психологический (юридический) критерий вменяемости, определил критерии невменяемости и описал признаки т. н. исключительных состояний, что сделало его одним из основоположников отечественной судебной психиатрии.
Кандинский стоял у истоков учения о психопатиях (ныне называемых расстройствами личности) вместе с Балинским и Корсаковым:3. Кандинский указал на ряд признаков идеофрении (шизофрении), высказался за использование трудовой терапии при лечении психозов. Кандинскому принадлежит отличный перевод сочинения Вундта «Основы физиологической психологии», также переводил труды Мейнерта.
В 1952 году было выпущено переиздание работы «О псевдогаллюцинациях» под редакцией А. В. Снежневского. Снежневским был произвольно сокращён текст и удалены сотни ссылок на иностранных авторов, были «…опущены утратившие какое-либо значение ссылки, схемы, изображающие происхождение галлюцинаций и псевдогаллюцинаций, и изложение гипотезы об объективирующем „X“»:5.

## Философское мировоззрение
Помимо занятий научными исследованиями в области медицины, Кандинский В. Х. занимался философией. В начале 1880-х он опубликовал две монографии с изложением философских учений: «Современный монизм» и «Общепонятные психологические этюды».
Кандинский определял своё мировоззрение как материалистический или реалистический монизм. Он утверждал, что в чувствовании люди могут истолковать всю Вселенную, потому что оно есть источник любого познания.

## Награды и премии
- Премия им. врача Филиппова[6]
- Светло-бронзовая медаль в память войны с Турцией 1877—1878 годов.